# Liste der Monuments historiques in Saint-Germain-lès-Corbeil
Die Liste der Monuments historiques in Saint-Germain-lès-Corbeil führt die Monuments historiques in der französischen Gemeinde Saint-Germain-lès-Corbeil auf.

## Liste der Bauwerke
| Bezeichnung                  | Beschreibung                  | Standort | Kennzeichnung | Schutzstatus | Datum | Bild           |
| ---------------------------- | ----------------------------- | -------- | ------------- | ------------ | ----- | -------------- |
| Kirche St-Germain-St-Vincent | Erbaut im 11./12. Jahrhundert | (Lage)   | PA91000272    | Inscrit      | 2018  | weitere Bilder |

## Liste der Objekte
- Monuments historiques (Objekte) in Saint-Germain-lès-Corbeil in der Base Palissy des französischen Kultusministeriums